# ام‌وی جونو (۱۹۷۴)
ام‌وی جونو (۱۹۷۴) (به انگلیسی: MV Juno (1974)) یک کشتی است که طول آن ۶۶٫۴۵ متر (۲۱۸ فوت) می‌باشد. این کشتی در سال ۱۹۷۴ ساخته شد.